# Attelabus chalybaeus
Attelabus chalybaeus là một loài bọ cánh cứng trong họ Attelabidae. Loài này được K. Daniel & J. Daniel miêu tả khoa học năm 1898.